# أبو حمزة البغدادي البزاز
أبو حمزة البغدادي البزاز، أحد علماء أهل السنة والجماعة ومن أعلام التصوف السني في القرن الثالث الهجري، قال عنه الذهبي بأنه: «شيخ الشيوخ»، وهو مولى لعيسى بن أبان القاضي. صحب السري السقطي، وبشر الحافي، وكان من رفقاء أبي تراب النخشبي في أسفاره وكان أحمد بن حنبل إذا جرى في مجلسه شيء من كلام الصوفية، يقول لأبي حمزة: «ما تقول فيها يا صوفي؟»، كان بصيرا بالقراءات، وكان كثير الرباط والغزو،  وكان يتكلم ويدرّس في بغداد في مسجد المدينة، ومن ثم في مسجد الرصافة، ودخل البصرة مراراً.

## وفاته
قيل إن أبا حمزة تكلم يوماً على كرسيه ببغداد، وكان يذكر الناس، فتغير عليه حاله وتواجد فسقط عن كرسيه، فمات بعد أيام ودُفن في الجمعة الثانية بعد الصلاة بباب الكوفة في بغداد. نقل الخطيب وفاته في سنة 269 هـ، وأما أبو عبد الرحمن السلمي فقال بأنه ذلك كان في سنة 289 هـ، ورجّح الذهبي كونه في 269 هـ.
قال ابن الأعرابي: «حضر جنازته أهل العلم والنسك، وغسله جماعة من بني هاشم، وقدم الجنيد في الصلاة عليه فامتنع، فتقدم ولده، وكنت بائتاً في مسجده ليلة موت، فأخبرت أنه كان يتلو حزبه، حتى ختم تلك الليلة. وكان صاحب ليل، مقدماً في علم القرآن، وخاصة في قراءة أبي عمرو، وحملها عنه جماعة. وهو أول من تكلم في صفاء الذكر، وجمع الهم والمحبة، والشوق، والقرب والأنس على رؤوس الناس».

## من أقواله
- من المحال أن تحبه ثم لا تذكره، ومن المحال أن تذكره ثم لا يوجدك طعم ذكره ثم يشغلك بغيره.[1]
- علامة الصوفي الصادق أن يفتقر بعد الغنى، ويذل بعد العز، ويخفى بعد الشهرة، وعلامة الصوفي الكاذب أن يستغني بعد الفقر، ويعز بعد الذل، ويشتهر بعد الخفاء.[2]
- من علم طريق الحق تعالى سهل عليه سلوكه، ولا دليل على الطريق إلى الله تعالى إلا متابعة الرسول ﷺ في أحواله، وأفعاله وأقواله.[4]
- من رزق ثلاثة أشياء فقد نجا من الآفات: بطن خال من قلب قانع، وفقر دائم معه زهد حاضر، وصبر كامل معه ذكر دائم.[4]